# Thương Nguyên
Huyện tự trị người Ngõa Thương Nguyên (chữ Hán giản thể: 沧源佤族自治县, tiếng Wa: Qang Ying Vax Qux Zi Zi Sin) là một huyện thuộc địa cấp thị Lâm Thương, tỉnh Vân Nam. Cộng hòa Nhân dân Trung Hoa. Huyện này có diện tích 2539 km2. Dân số năm 1999 là 157.219 người..Chính quyền huyện đóng ở trấn Phượng Sơn. Mã số bưu chính là 677400. Chính quyền huyện đóng ở trấn Mãnh Đổng. Về mặt hành chính, huyện được chia thành 3 trấn, 7 hương.
- Trấn: Mãnh Đổng, Nham Soái, Mãnh Tỉnh.
- Hương: Đơn Giáp, Nhu Lương, Mãnh Lai, Mãnh Giác, Ban Hồng, Nam Lạp và Ban Lão.